# Trifurcula trasaghica
Trifurcula trasaghica là một loài bướm đêm thuộc họ Nepticulidae. Nó được miêu tả bởi A. và Z. Laštuvka năm 2005. Nó được tìm thấy ở Udine, Ý. Ấu trùng ăn Corothamnus decumbens.